# بیل یانگ
بیل یونگ (به انگلیسی: Bill Young) نمایندهٔ حوزه انتخابیه سیزدهم فلوریدا از حزب جمهوری‌خواه ایالات متحده آمریکا در مجلس نمایندگان ایالات متحده آمریکا است که برای نخستین‌بار در ۴ ژانویه ۱۹۷۱ میلادی به‌عضویت این مجلس درآمد.